# درمنه چامائملیفولیا
 درمنه چامائملیفولیا(نام علمی: Artemisia chamaemelifolia) نام یک گونه از سرده درمنه‌ها است.